# Мексиканская кустарниковая сойка
Мексиканская кустарниковая сойка (лат. Aphelocoma ultramarina) — вид птиц семейства врановых. Выделяют два подвида. Эндемик Мексики.

## Описание
Мексиканская кустарниковая сойка достигает длины 28—32 см и массы от 105 до 144 г. Половой диморфизм не выражен. Голова, бока шеи, затылок и верхняя часть тела голубого цвета, с коричневато-серым оттенком на мантии и спине. Задняя часть спины, надхвостье, кроющие перья хвоста и хвост голубые. Горло беловатое, грудь, брюхо и подхвостье сероватые без прожилок. Крылья голубые с серовато-коричневыми кроющими перьями крыла и основаниями второстепенных маховых перьев. Клюв и ноги чёрные, радужная оболочка тёмно-коричневая. Молодь более тусклая, с серовато-коричневой головой и верхней частью тела; клюв желтоватый, ноги коричневатые.

## Места обитания и биология
Мексиканская кустарниковая сойка обитает как в смешанных сосново-дубовых, так и в чисто дубовых лесах на высоте от 1200 до 1800 м над уровнем моря. Всеядна, питается насекомыми и другими беспозвоночными, мелкими позвоночными, плодами и ягодами. Пищу добывает в кроне деревьев и кустарников, иногда на земле.
Чашеобразное гнездо сооружается из веток и растительных волокон, размещается на дубе на высоте 2—15 м от земли. В строительстве гнезда участвуют обе родительские птицы. В кладке 3—7 яиц бледно-жёлтых или голубовато-зелёных яиц с тёмно-коричневыми пятнышками. Кладку насиживает только самка в течение 17—18 дней. Птенцы полностью оперяются через 24—26 дней. Птенцов кормят оба родителя.

## Подвиды и распространение
Выделяют два подвида:
- Aphelocoma ultramarina colimae Nelson, 1899 – запад Мексики (от северо-запада Халиско до Колимы)
- Aphelocoma ultramarina ultramarina (Bonaparte, 1825) – юго-центральная часть Мексики